# Cryptocephalus octopunctatus
Cryptocephalus octopunctatus је врста тврдокрилца из породице буба листара (Chrysomelidae).
Мала буба, дуга свега 5-6 mm. Боја покрилаца је црвена, ретко жута, а на сваком су по 4 црне пеге. На пронотуму су беле шаре, доста варијабилне. Наводи се да овај инсект живи у северној и средњој Европи, на запад до Француске, на исток до Украјине, а на југ само до северне Италије. Налази у Србији се не уклапају у то, пошто ниједан од њих није из Војводине, дакле средњоевропског дела наше земље.